# International Women's Open 1975
L'International Women's Open 1975 è stato un torneo di tennis giocato sull'erba. È stata la 2ª edizione del Torneo di Eastbourne, che fa parte del Women's International Grand Prix 1975. Si è giocato a Eastbourne in Inghilterra, dal 16 al 21 giugno 1975.

## Campionesse

### Singolare
Virginia Wade ha battuto in finale  Billie Jean King con il punteggio di 7–5, 4–6, 6–3

### Doppio
Julie Anthony /  Ol'ga Morozova hanno battuto in finale  Evonne Goolagong /  Peggy Michel con il punteggio di 6–2, 6–4